# Arctodiaptomus saltillinus
Arctodiaptomus saltillinus is een eenoogkreeftjessoort uit de familie van de Diaptomidae. De wetenschappelijke naam van de soort is voor het eerst geldig gepubliceerd in 1898 door Brewer.